# Marston T. Bogert
Marston Taylor Bogert (* 18. April 1868 in Flushing; † 21. März 1954 in Islip) war ein US-amerikanischer Chemiker.
Bogert studierte ab 1886 an der Columbia University mit dem Bachelor-Abschluss 1890 und er wurde 1894 bei Charles Frederick Chandler an der Columbia School of Mines promoviert. Während des Studiums sollte er mit anderen Studenten einen Kurs in Organischer Chemie bei E. C. Colby absolvieren. Da dieser krank wurde und kein Ersatz zu finden war, unterrichteten sie sich selbst und Bogert kam so zur Organischen Chemie. Er wurde an der Columbia als Dozent für Organische Chemie angestellt (ohne den damals üblichen Aufenthalt an einer deutschen Universität zur Promotion) und war von 1904 bis 1939 Professor für Organische Chemie an der Columbia University.
Er befasste sich vor allem mit organischer Synthese. Im Ersten Weltkrieg war er in verschiedenen Komitees und Oberst in der chemischen Kriegführung. Er war in Organisationen der chemischen Industrie aktiv und hielt 1927 Vorlesungen in Prag, wobei er Ehrendoktor der Karls-Universität und der Universität Bratislava wurde.
1914 wurde Bogert in die American Academy of Arts and Sciences gewählt. 1938 erhielt er die Priestley-Medaille und 1936 die American Institute of Chemists Gold Medal. 1916 wurde er Mitglied der National Academy of Sciences. 1907/08 war er Präsident der American Chemical Society (ACS) und 1912 der Society of Chemical Industry. 1938 bis 1947 war er Präsident der IUPAC. Er war 1917 erster Vorsitzender und Gründer der Abteilung Chemie beim National Research Council. 1937 wurde er zum Ehrenmitglied (Honorary Fellow) der Royal Society of Edinburgh gewählt.